# Jason Woolley
Jason Douglas Woolley (* 27. července 1969 Toronto, Ontario) je bývalý kanadský hokejový obránce, který v severoamerické lize NHL odehrál přes 700 utkání za Washington Capitals, Florida Panthers, Pittsburgh Penguins, Buffalo Sabres a Detroit Red Wings.

## Hráčská kariéra
Kanadský obránce začal svou juniorskou kariéru na Michiganské státní univerzitě, která byla součásti organizace NCAA. První rok byl zařazen do hvězdného týmu nováčků, slavil i titul v divizi CCHA, následující rok zopakoval s týmem úspěch v lize. V roce 1989 byl vybrán ve třetím kole draftu NHL jako 61. celkově týmem Washington Capitals. Poslední rok strávený v juniorské lize za Michigan se stal nejlepším obráncem divize CCHA.
V roce 1991 se připojil k reprezentačnímu týmu Kanady, který se připravoval na olympijské hry ve Francii. Po úspěšné nominaci získal s reprezentací Kanady na olympijských hrách stříbrnou medaili, Woolley byl nejlepší nahrávač na pozici obránce. Později se připojil k týmu Washington Capitals, na rozehrání do seniorského hokeje byl poslán na jejich farmu Baltimore Skipjacks. V závěru první sezony mezi dospělými se dočkal premiéry v dresu Capitals, 12. dubna 1992 debutoval v NHL proti New Jersey Devils. Po konci sezony hrál na mistrovství světa, Kanadská reprezentace skočila hned ve čtvrtfinále. Woolley se během tří let v Capitals nedokázal usadit v základní sestavě. 15. února 1995 se dohodl na smlouvě s týmem Florida Panthers.
V týmu Panthers byl členem základní sestavy, ve které zůstal po celou dobu působení. Ve druhém roce působení ve Floridě, pomohl k historickému postupu do playoff a k zisku Prince of Wales Trophy pro poražené ve finále, ve kterém podlehli Colorado Avalanche. 19. listopadu 1996 byl společně se Stu Barnesem vyměněn do týmu Pittsburgh Penguins za Chrise Wellse. V Pittsburghu odehrál jedinou sezonu 1996/1997. 24. září 1997 byl vyměněn do organizace Buffalo Sabres za volbu v 5. kole draftu 1998 (touto volbou byl vybrán Robert Scuderi). Wooley strávil v Buffalu necelých šest sezon, jeho nejdelší působiště v NHL. První ročník dopomohl k postupu do playoff, Sabres skončili ve finále konference, poraženi jeho bývalým zaměstnavatelem Washington Capitals. Druhá sezona skončila pro klub úspěšněji, dokráčeli do finále o Stanley Cup, kde prohráli s Dallas Stars.
16. listopadu 2002 byl vyměněn za budoucí vyrovnání do týmu Detroit Red Wings, Jeho páté a zároveň poslední působiště v NHL. Během výluky NHL v sezoně 2004/2005 odehrál devět zápasů za Flint Generals hrající ligu UHL. Poslední sezonu v NHL skončili Red Wings v základní části na prvním místě a získali týmovou trofej Presidents' Trophy, v playoff ale vypadli hned v prvním kole s týmem Edmonton Oilers 2:4 na zápasy. Woolley v playoff nenastoupil. Poslední rok kariéry v hokeji odehrál ve švédské nejvyšší soutěži v týmu Malmö IF. Týmu se nedařilo, skončili poslední v základní části a v baráži skončili na třetím, sestupovém, místě. Woolley se již nikde v žádné soutěži neobjevil a ukončil kariéru. V NHL odehrál 718 zápasů v nichž si připsal 314 kanadských bodů.

## Ocenění a úspěchy
- 1989 CCHA - All-Rookie Tým
- 1991 CCHA - Nejlepší obránce
- 1991 CCHA - První All-Star Tým
- 1991 CCHA - První All-American Tým
- 1999 NHL - Nejproduktivnější obránce v playoff

## Prvenství
- Debut v NHL - 12. dubna 1992 (Washington Capitals proti New Jersey Devils)
- První asistence v NHL 7. října 1992 (Washington Capitals proti Toronto Maple Leafs)
- První gól v NHL 8. října 1993 (New Jersey Devils proti Washington Capitals, kanadskému brankáři Martinu Brodeurovi)

## Klubové statistiky
| Sezóna       | Klub                      | Soutěž       |     | Základní část | Základní část | Základní část | Základní část | Základní část |    | Play off | Play off | Play off | Play off | Play off |
| Sezóna       | Klub                      | Soutěž       | Z   | G             | A             | B             | TM            | Z             | G  | A        | B        | TM       |          |          |
| 1988–89      | Michigan State University | NCAA         | 47  | 12            | 25            | 37            | 26            | —             | —  | —        | —        | —        |          |          |
| 1989–90      | Michigan State University | NCAA         | 45  | 10            | 38            | 48            | 26            | —             | —  | —        | —        | —        |          |          |
| 1990–91      | Michigan State University | NCAA         | 40  | 15            | 44            | 59            | 24            | —             | —  | —        | —        | —        |          |          |
| 1991–92      | Baltimore Skipjacks       | AHL          | 15  | 1             | 10            | 11            | 6             | —             | —  | —        | —        | —        |          |          |
| 1991–92      | Washington Capitals       | NHL          | 1   | 0             | 0             | 0             | 0             | —             | —  | —        | —        | —        |          |          |
| 1992–93      | Washington Capitals       | NHL          | 26  | 0             | 2             | 2             | 10            | —             | —  | —        | —        | —        |          |          |
| 1992–93      | Baltimore Skipjacks       | AHL          | 29  | 14            | 27            | 41            | 22            | 1             | 0  | 2        | 2        | 0        |          |          |
| 1993–94      | Washington Capitals       | NHL          | 10  | 1             | 2             | 3             | 4             | 4             | 1  | 0        | 1        | 4        |          |          |
| 1993–94      | Portland Pirates          | AHL          | 41  | 12            | 29            | 41            | 14            | 9             | 2  | 2        | 4        | 4        |          |          |
| 1994–95      | Detroit Vipers            | IHL          | 48  | 8             | 28            | 36            | 38            | —             | —  | —        | —        | —        |          |          |
| 1994–95      | Florida Panthers          | NHL          | 34  | 4             | 9             | 13            | 18            | —             | —  | —        | —        | —        |          |          |
| 1995–96      | Florida Panthers          | NHL          | 52  | 6             | 28            | 34            | 32            | 13            | 2  | 6        | 8        | 14       |          |          |
| 1996–97      | Florida Panthers          | NHL          | 3   | 0             | 0             | 0             | 2             | —             | —  | —        | —        | —        |          |          |
| 1996–97      | Pittsburgh Penguins       | NHL          | 57  | 6             | 30            | 36            | 28            | 5             | 0  | 3        | 3        | 0        |          |          |
| 1997–98      | Buffalo Sabres            | NHL          | 71  | 9             | 26            | 35            | 35            | 15            | 2  | 9        | 11       | 12       |          |          |
| 1998–99      | Buffalo Sabres            | NHL          | 80  | 10            | 33            | 43            | 62            | 21            | 4  | 11       | 15       | 10       |          |          |
| 1999–00      | Buffalo Sabres            | NHL          | 74  | 8             | 25            | 33            | 52            | 5             | 0  | 2        | 2        | 2        |          |          |
| 2000–01      | Buffalo Sabres            | NHL          | 67  | 5             | 18            | 23            | 46            | 8             | 1  | 5        | 6        | 2        |          |          |
| 2001–02      | Buffalo Sabres            | NHL          | 59  | 8             | 20            | 28            | 34            | —             | —  | —        | —        | —        |          |          |
| 2002–03      | Buffalo Sabres            | NHL          | 14  | 0             | 3             | 3             | 29            | —             | —  | —        | —        | —        |          |          |
| 2002–03      | Detroit Red Wings         | NHL          | 62  | 6             | 17            | 23            | 22            | 4             | 1  | 0        | 1        | 0        |          |          |
| 2003–04      | Detroit Red Wings         | NHL          | 55  | 4             | 15            | 19            | 28            | 4             | 0  | 0        | 0        | 0        |          |          |
| 2004–05      | Flint Generals            | UHL          | 9   | 4             | 2             | 6             | 4             | —             | —  | —        | —        | —        |          |          |
| 2005–06      | Detroit Red Wings         | NHL          | 53  | 1             | 18            | 19            | 28            | —             | —  | —        | —        | —        |          |          |
| 2006–07      | Malmö IF                  | SEL          | 31  | 1             | 5             | 6             | 46            | —             | —  | —        | —        | —        |          |          |
| Celkem v NHL | Celkem v NHL              | Celkem v NHL | 718 | 68            | 246           | 314           | 430           | 79            | 11 | 36       | 47       | 44       |          |          |

## Reprezentace
| Rok                       | Tým                       | Soutěž                    | Z  | G | A | B | TM |
| ------------------------- | ------------------------- | ------------------------- | -- | - | - | - | -- |
| 1992                      | Kanada                    | OH                        | 8  | 0 | 5 | 5 | 4  |
| 1992                      | Kanada                    | MS                        | 6  | 1 | 2 | 3 | 2  |
| Seniorská kariéra celkově | Seniorská kariéra celkově | Seniorská kariéra celkově | 14 | 1 | 7 | 8 | 6  |